# 스플리팅 업 투게더
《스플리팅 업 투게더》(영어: Splitting Up Together)는 미국의 시트콤이다. 2018년 3월 27일부터 2019년 4월 9일까지 ABC에서 방송되었다. 지난 덴마크의 시트콤 《Bedre skilt end aldrig》을 원작으로 한 작품이다.